# Danse baroque
 (mars 2021).
Si vous disposez d'ouvrages ou d'articles de référence ou si vous connaissez des sites web de qualité traitant du thème abordé ici, merci de compléter l'article en donnant les références utiles à sa vérifiabilité et en les liant à la section « Notes et références ».

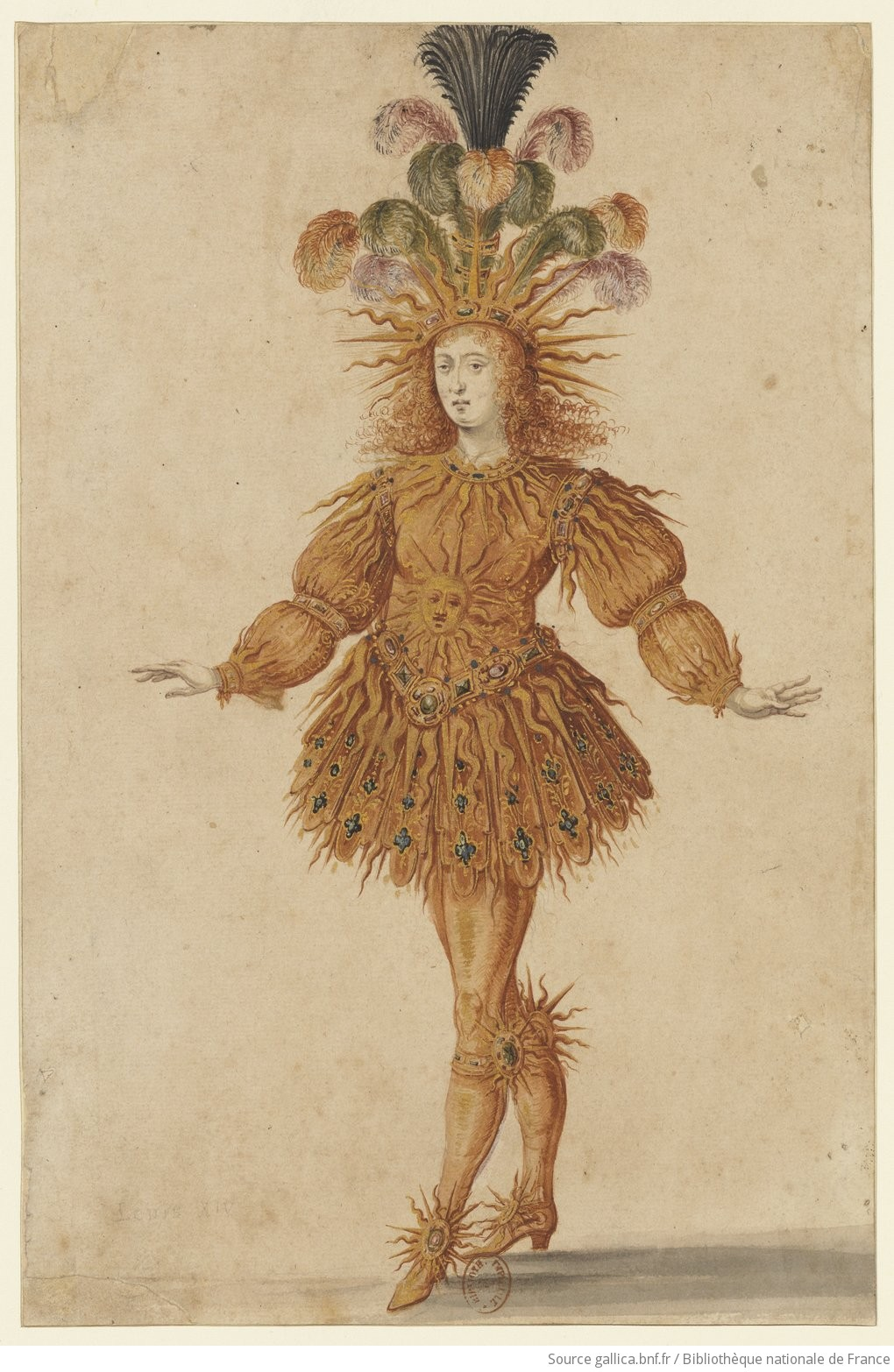
Louis XIV dans le Ballet de la Nuit (1653).

Depuis les années 1960, on appelle baroque, tant par la chronologie que par le style, la danse baroque qui évolue dans le cadre du « merveilleux », que ce soit dans le ballet de cour, la tragédie en musique ou l'opéra-ballet. Dénommée à l'époque la « belle danse », elle a été remise au goût du jour par des chercheurs et des historiens de la danse qui ont réhabilité un art et un style de danse que le ballet classique et romantique avaient simplifiés et uniformisés.
À la suite de Francine Lancelot et de sa compagnie « Ris et Danceries », de nombreuses compagnies présentent aujourd'hui du répertoire baroque, reconstitué généralement d'après les ouvrages de Raoul Feuillet et de ses successeurs.

## Mesure
Au XVIIe siècle, l'interprétation des danses baroques est extrêmement codifiée par rapport à la musique. Leur classification est fonction de la mesure et du nombre de temps qu'elles comportent. On trouvera ici un tableau indiquant l'appartenance des principales danses à chaque catégorie.
| Mesure   | 2 temps | 3 temps | 4 temps                                 |
| -------- | --- | --- | --------------------------------------- |
| Binaire  | - air (2/4) - entrée (2/4) - contredanse (2/2, 2/4 ou 6/4) - marche (2/4) - gavotte (2/2 ou 2/4) - bourrée (2/2 ou 2/4) - rigaudon (2/4) - tambourin (2/4 ou 4/2) | - gaillarde (3/4) - courante (3/2, 3/4 ou 6/4) - sarabande (3/2 ou 3/4) - folie d'Espagne (3/4) - chaconne (3/4) - passacaille (3/4) - menuet (3/4) - passepied (3/8) | - pavane (4/4 ou 4/2) - allemande (4/4) |
| Ternaire | - gigue (6/8) - canarie (6/4 ou 6/8) - forlane (6/4) - loure (6/4)                                                                                                | - gigue (3/8, 9/8) | - gigue (12/8, C) (triolets)            |